# Международная социалистическая конференция в Циммервальде
Международная социалистическая конференция в Циммервальде  (альтернативные названия: Интернациональная социалистическая конференция в Циммервальде, первая международная социалистическая конференция, Циммервальдская конференция) — международная конференция левых социалистов, состоявшаяся 5—8 сентября 1915 года в швейцарской деревне Циммервальд в кантоне (Берн). На конференции была образована постоянная интернациональная социалистическая комиссия с временным секретариатом в Берне. Впоследствии к Циммервальдскому союзу присоединилось более двадцати партий и партийных меньшинств; объединение просуществовало вплоть до I Конгресса Коминтерна (в 1919 году), на котором объявило себя распущенным.

## Предыстория
В 1907 году на Штутгартском конгрессе II Интернационала в связи с напряжённой обстановкой на Балканах и возможностью втягивания в конфликт ведущих европейских держав была принята резолюция, которая призывала партии II Интернационала всеми средствами бороться против развязывания войны; если же предотвратить войну не удастся, использовать вызываемый войной экономический и политический кризис для борьбы за социальную революцию. Этот пункт был включен и в Манифест о войне, принятый чрезвычайным международным социалистическим конгрессом в Базеле, проходившим 24—25 ноября 1912 года. Однако с началом Первой мировой войны в социалистических партиях воюющих стран лишь меньшинство оставалось на позициях Штутгартской резолюции и Базельского манифеста. Большинство призывало рабочих либо к поддержке собственных правительств по случаю войны, либо к временному отказу от активной борьбы. Сплотить меньшинство и выработать единую позицию и была призвана конференция в Циммервальде, созванная, как утверждает К. Радек, по инициативе Л. Д. Троцкого, А. И. Балабановой и Роберта Гримма.
Взявший на себя организацию конференции лидер швейцарских социал-демократов Роберт Гримм арендовал помещение высоко в горах. «Делегаты, — вспоминал Троцкий, — плотно уселись на четырёх линейках и отправились в горы. Прохожие с любопытством глядели на необычный обоз. Сами делегаты шутили по поводу того, что полвека спустя после основания I Интернационала оказалось возможным всех интернационалистов усадить на четыре повозки».

## Состав

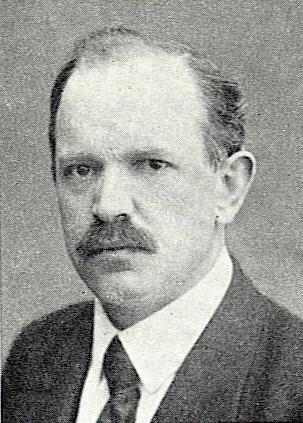
Роберт Гримм, председатель Циммервальдской конференции

В Циммервальд в начале сентября 1915 года прибыли 38 человек из 11 стран, как воюющих, так и нейтральных. От России, Польши, Италии, Болгарии и Румынии это были официальные представители социалистических партий; из Германии, Франции, Нидерландов, Швеции и Норвегии — делегаты оппозиционных групп; представительство от Швейцарии было сугубо личным (Роберт Гримм, Фриц Платтен и Нэн).
Самой представительной оказалась российская делегация: В. И. Ленин и Г. Е. Зиновьев — от большевиков, Ю. О. Мартов и П. Б. Аксельрод — от меньшевиков-интернационалистов, Л. Д. Троцкий от нефракционных социал-демократов, группировавшихся вокруг парижской газеты «Наше слово», В. М. Чернов и М. А. Натансон — от эсеров-интернационалистов, Ян Берзиньш (Винтер) — от латвийских социал-демократов, А. Варский и К. Радек — от социал-демократов Польши и Литвы, П. Левинсон — от польской социалистической партии, Л. Херш (принимал участие под фамилией Леманский и имел статус наблюдателя) — от еврейского рабочего союза Бунд.
Хотя на конференцию приглашались исключительно интернационалисты, среди них в ходе прений, и в первую очередь по вопросу об отношении к «социал-шовинизму» большинства II Интернационала, обнаружились свои «левые», «правые» и «центристы».
На правом фланге оказались французы, часть итальянских и немецких делегатов во главе с Ледебуром; эта группа выступала против организационного разрыва с большинством II Интернационала (на чём настаивали левые), полагая, что после войны всё вернётся «на круги своя».
«Центр», к которому принадлежали, в частности, немецкие «спартаковцы» во главе с Эрнстом Мейером и большинство российских делегатов, не считал организационный разрыв обязательным. «Представители этой группы, как и крайней левой, — писал Л. Д. Троцкий, — исходили из того, что крушение Второго Интернационала есть результат целой исторической эпохи политического застоя и неподвижности международных отношений… Глубокие перемены произойдут и в недрах социалистических партий. Но поскольку дело идет о массовых организациях, как на Западе, организационный раскол, по мнению центра, не вытекает ещё из политической необходимости». Кроме того, центристы, как и правые, не поддерживали лозунг «поражения своего правительства».

## Манифест
Образовавшееся на конференции левое крыло (так называемая «циммервальдская левая») во главе с В. И. Лениным, объединившее 8 делегатов (кроме Ленина и Зиновьева — представителей от левых социал-демократов Швеции, Норвегии, Швейцарии, Германии, польской с.-д. оппозиции и с.-д. Латышского края), внесло наиболее радикальные проекты резолюции и манифеста, которые были отвергнуты большинством. Группа отстаивала лозунг «превращения империалистической войны в войну гражданскую», соответствовавший смыслу Штутгартской резолюции и Базельского манифеста, считала необходимым подчеркнуть в манифесте, что прочный мир может обеспечить только социальная революция, и настаивала на решительном разрыве с большинством II Интернационала.

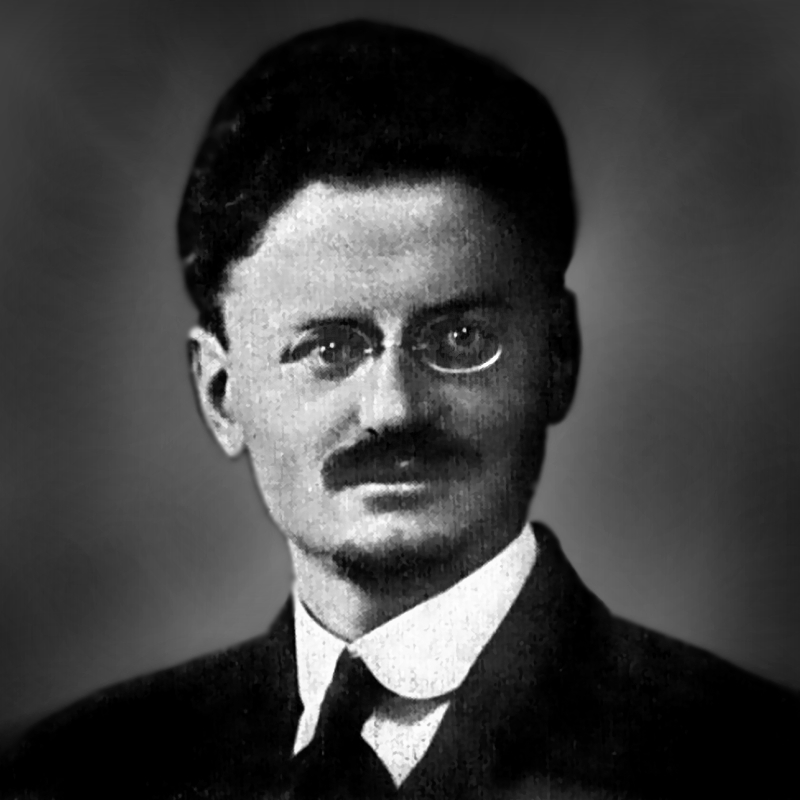
Лев Троцкий, автор Манифеста

Большинство делегатов предпочло «пацифистский» проект, написанный Л. Д. Троцким. Принятый конференцией манифест признал войну империалистической со стороны всех вовлечённых в неё стран, осудил социалистов, голосовавших за военные бюджеты и участвовавших в правительствах воюющих стран, и призывал «начать борьбу за мир без аннексий и контрибуций». «Такой мир, — говорилось в манифесте, — возможен только при осуждении всяких помыслов о насилии над правами и свободами народов. Занятие целых стран или их отдельных частей не должно вести к их насильственному присоединению. Никаких аннексий, ни открытых, ни скрытых, никаких насильственных экономических присоединений, которые вследствие неизбежно связанного с ними политического бесправия носят ещё более невыносимый характер».
На конференции была также создана Интернациональная социалистическая комиссия (ИСК) как исполнительный орган Циммервальдского объединения с местом пребывания в Берне. В её состав были избраны представители невоюющих стран: швейцарцы Роберт Гримм, Шарль Нэн, Анжелика Балабанова и Одино Моргари, представлявшие Итальянскую социалистическую партию. Комиссия издавала «Бюллетень» на английском, французском и немецком языках.

## «Циммервальдская левая»
Отказ ряда делегатов голосовать за радикальные резолюции левой группы объяснил в своих воспоминаниях французский синдикалист Альфонс Мерхейм: «В разгар словесной битвы между Лениным и Ледебуром последний, отвечая на саркастическое замечание Ленина, воскликнул, что он, Ледебур, не требует от Ленина, чтобы он после конференции поехал в Россию и выступал там в духе предложенной им резолюции, ибо это означало бы для него верный расстрел. Ленин же требует… чтобы он, Ледебур, пожертвовал своей жизнью в то время, как он, Ленин, останется спокойно жить в Швейцарии».
Циммервальдская левая группа проголосовала за манифест, одобренный большинством, отметив в особом заявлении недоговоренность, непоследовательность манифеста и мотивы своего голосования за него. Вместе с тем Циммервальдская левая заявила, что, оставаясь в общем объединении, она будет вести самостоятельную работу в международном масштабе и пропагандировать свои взгляды. Она избрала свой руководящий орган — бюро, в состав которого вошли В. И. Ленин, Г. Е. Зиновьев и К. Радек. Циммервальдская левая имела собственный печатный орган — журнал «Vorbote» («Предвестник»), издававшийся на немецком языке.
Вокруг Циммервальдской левой в дальнейшем сплачивались наиболее радикальные течения европейской социал-демократии.

## Судьба Циммервальдского движения
Во Франции считали, что конференция сыграла на руку Германии; в Германии, напротив, утверждали, что Циммервальдское движение оказывает услуги Антанте; упоминания о конференции были запрещены по обе стороны линии фронта. И тем не менее, как вспоминал Троцкий, «через несколько дней безвестное дотоле имя Циммервальда разнеслось по всему свету». «Это произвело потрясающее впечатление на хозяина отеля. Доблестный швейцарец заявил Гримму, что надеется сильно поднять цену своему владению и потому готов внести некоторую сумму в фонд…».
Вторая конференция Циммервальдского движения состоялась в апреле 1916 год в деревне Кинталь, вблизи Берна. На конференции присутствовали 43 делегата из Германии, Франции, Италии, России, Польши, Сербии, Швейцарии и Португалии. При этом в Циммервальдскую левую группу входили 12 человек, а по ряду вопросов за её предложения голосовало около половины делегатов. В предложенном левой группой, но отклонённом большинством проекте резолюции по вопросу о войне и мире содержался призыв к рабочим воюющих стран: «Сложите оружие, обратите его против общего врага — капиталистических правительств!» В принятом «Обращении второй социалистической конференции к разоряемым и умерщвляемым народам» указывалось, что существует лишь один способ предотвращения войн — завоевание власти рабочим классом.
Третья конференция состоялась в сентябре 1917 года в Стокгольме, на фоне русской революции, что в значительной мере определило её содержание. Здесь делегаты уже делились на сочувствующих большевикам и несогласных с их тактикой. Со скандалом в России (см. «Афера Гофмана—Гримма») было связано и отстранение Р. Гримма от руководства Циммервальдским движением.
В Циммервальдском объединении с самого начала боролись два течения — собственно антивоенное (пацифистское) и революционное; промежуточное положение занимали российские «нашесловцы» и немецкие «спартаковцы»: не поддерживая лозунги превращения империалистической войны в войну гражданскую и поражения собственного правительства, они считали, что борьба за мир в конце концов приведёт рабочих к осознанию необходимости борьбы против правительств, заинтересованных в продолжении войны (как это и случилось в феврале 1917 года в России, а в ноябре 1918 года — в Германии и Австро-Венгрии). Сторонники этого течения, как и социалисты, входившие в Циммервальдскую левую группу, сыграли впоследствии важную роль в создании коммунистических партий в своих странах. На основе Циммервальдской левой и был создан в 1919 году III Интернационал.
Пацифисты во главе с Робертом Гриммом в 1921 году создали так называемый «двухсполовинный» (или Венский) Интернационал, который в мае 1923 года объединился с остатками II Интернационала в Социалистический рабочий интернационал.